# 4337 Arecibo
A 4337 Arecibo (ideiglenes jelöléssel 1985 GB) egy kisbolygó a Naprendszerben. Edward L. G. Bowell fedezte fel 1985. április 14-én.